# Tadawul
Tadawul este o bursă de mărfuri din Arabia Saudită.
Istoria companiilor publice în Arabia Saudită începe în anii 1930, când "Arab Automobile" a devenit prima companie saudită listată la bursă. În anul 1975, existau 14 companii publice.